# Preston (Geórgia)
Preston é uma cidade  localizada no estado americano de Geórgia, no Condado de Webster.

## Demografia
Segundo o censo americano de 2000, a sua população era de 453 habitantes.
Em 2006, foi estimada uma população de 433, um decréscimo de 20 (-4.4%).

## Geografia
De acordo com o United States Census Bureau tem uma área de 11,7 km², dos quais 11,7 km² cobertos por terra e 0,0 km² cobertos por água. Preston localiza-se a aproximadamente 111 m acima do nível do mar.

## Localidades na vizinhança
O diagrama seguinte representa as localidades num raio de 32 km ao redor de Preston.